# 10 Foot Ganja Plant
10 Foot Ganja Plant (hay có tên cách điệu là 10 Ft. Ganja Plant) là một nhóm nhạc dub/root reggae có trụ sở ở ngoại ô New York. Đây là một phần phụ của nhóm John Brown's Body và được ươm mầm bởi Craig Welsch. Đội hình của nhóm hiện không có thành viên nào với JBB, và thường nhờ đến sự hỗ trợ của nhiều nghệ sĩ khách mời đặc biệt.
10 ft. Ganja Plant thường không ghi công nhân vào bất kỳ album nào của họ. Hầu hết âm nhạc của họ mang âm hưởng reggae truyền thống, nhưng phong cách âm nhạc thường khác nhau.
Trong thời gian hoạt động của mình, nhóm nhạc đã có 5 album lọt vào bảng xếp hạng Reggae Albums của Billboard.

## Danh sách đĩa nhạc[3]
- 10 ft. Ganja Plant 7" [I-Town, 1999]
- Mang Studio All-Stars 7" [I-Town, 1999]
- Presents [ROIR, 1999]
- Hillside Airstrip [ROIR, 2001]
- Midnight Landing [ROIR, 2003]
- Bass Chalice [ROIR, 2005]
- Presents (phát hành lại album năm 1999 với 2 bài hát thêm vào) [ROIR, 2007]
- Bush Rock [ROIR, 2009]
- Essential 10 Ft Ganja Plant [ROIR, 2009]
- 10 Deadly Shots, Vol. 1 [ROIR, 2010]
- Shake Up The Place [ROIR, 2011]
- 10 Deadly Shots, Vol. II [ROIR, 2012]
- Skycatcher [ROIR, 2013]
- 10 Deadly Shots, Vol. III [ROIR, 2014]